# Fritz von Dardel

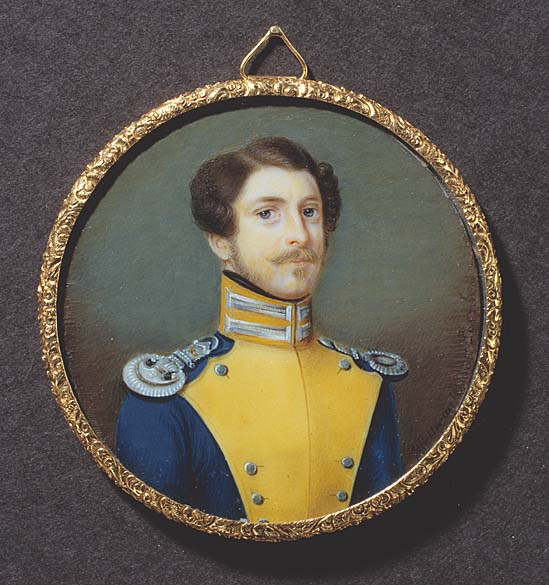
Fritz von Dardel i uniform för Svea Livgarde, iförd Frack m/1833 med epåletter för en underlöjtnant. Miniatyrmålning utförd av Gustaf Hieronymus Hallman, troligen utförd under 1840-talet.

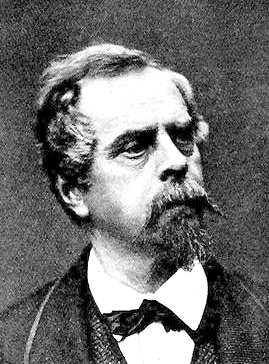
Fritz von Dardel. Ur Svenskt Porträttgalleri 1901.

Fritz Ludvig von Dardel, född den 24 mars 1817 i Neuchâtel, Schweiz, död den 27 maj 1901 i Stockholm, var en svensk överintendent, militär, målare och tecknare.

## Biografi
Fritz von Dardel var son till godsägaren Georges-Alexandre von Dardel och grevinnan Hedvig Sofia Charlotta Amalia Lewenhaupt. Han var gift med friherrinnan Augusta Silfverschiöld. Släkten von Dardel kommer från Schweiz och adlades i Sverige 1810.
von Dardel blev vid sexton års ålder konstapelkadett vid Vendes artilleriregemente, 1837 underlöjtnant vid Svea livgarde och avancerade till överstelöjtnant i armén 1862. Han blev 1850 adjutant hos kronprinsen och sedan hos Karl XV. von Dardel var 1858–1862 militärattaché i Paris samt blev 1864 kabinettskammarherre hos Karl XV och samma år överintendent vid Överintendentsämbetet och preses i Konstakademien, av vilken han 1861 invalts till hedersledamot. Dessutom var han ordförande i Nationalmuseums nämnd i 25 år (1867–1892).
Vid flera konstutställningar i Europa (1867, 1871, 1873 och 1878) samt i Philadelphia (1876) var von Dardel juryman, och själv hade han bedrivit studier på Léon Cogniets och E. Lamis ateljéer i Paris.
Fritz von Dardel tillhörde Karl XV:s intima krets och har gjort ett flertal dråpliga, akvarellerade teckningar av personer och händelser vid hovet eller under kungens resor, vidare folklivsbilder samt litografier. Hans dagböcker (se nedan) som utgavs postumt är skrivna på franska och översatta och redigerade av hans söner.

## Tecknade serier
Många av von Dardels karikatyrer gjordes i serie, för att tillsammans med korta beledsagande texter berätta en (komisk) historia. De var tidiga exempel på tecknade serier, sannolikt inspirerade av hans schweiziska landsman Rodolphe Töpffer.
Dardel är representerad vid bland annat Örebro läns museum, Stadsmuseet i Stockholm, Kalmar konstmuseum, Norrköpings konstmuseum, och Nationalmuseum.

## Utmärkelser

### Svenska utmärkelser
- Riddare av Svärdsorden, 8 maj 1860.[11]
- Kommendör med stora korset av Nordstjärneorden, 3 maj 1892.[11]
- Kommendör av andra klassen av Nordstjärneorden, 23 juli 1866.[11]

### Utländska utmärkelser
- Storkorset av Danska Dannebrogorden, 30 augusti 1872.[11]
- Kommendör av andra graden av Danska Dannebrogorden, 1868.[11]
- Riddare av Danska Dannebrogorden, 14 juli 1852.[11]
- Kommendör av Franska Hederslegionen, 18 augusti 1862.[11]
- Officer av Franska Hederslegionen, 4 juli 1860.[11]
- Riddare av Franska Hederslegionen, 18 mars 1854.[11]
- Kommendör av Italienska Sankt Mauritius- och Lazarusorden, 1866.[11]
- Officer av Italienska Sankt Mauritius- och Lazarusorden, 1861.[11]
- Storofficer av Luxemburgska Ekkronans orden, 1878.[11]
- Kommendör av Luxemburgska Ekkronans orden, 1871.[11]
- Riddare av Nederländska Lejonorden, 8 september 1850.[11]
- Kommendör av Norska Sankt Olavs orden, 23 november 1871.[11]
- Riddare av Norska Sankt Olavs orden, 8 juni 1858.[11]
- Riddare av tredje klassen av Preussiska Röda örns orden, 6 oktober 1860.[11]
- Riddare av tredje klassen av Ryska Sankt Annas orden, 12 juli 1850.[11]
- Riddare av första klassen av Ryska Sankt Stanislausorden, 1873.[11]

## Bildgalleri

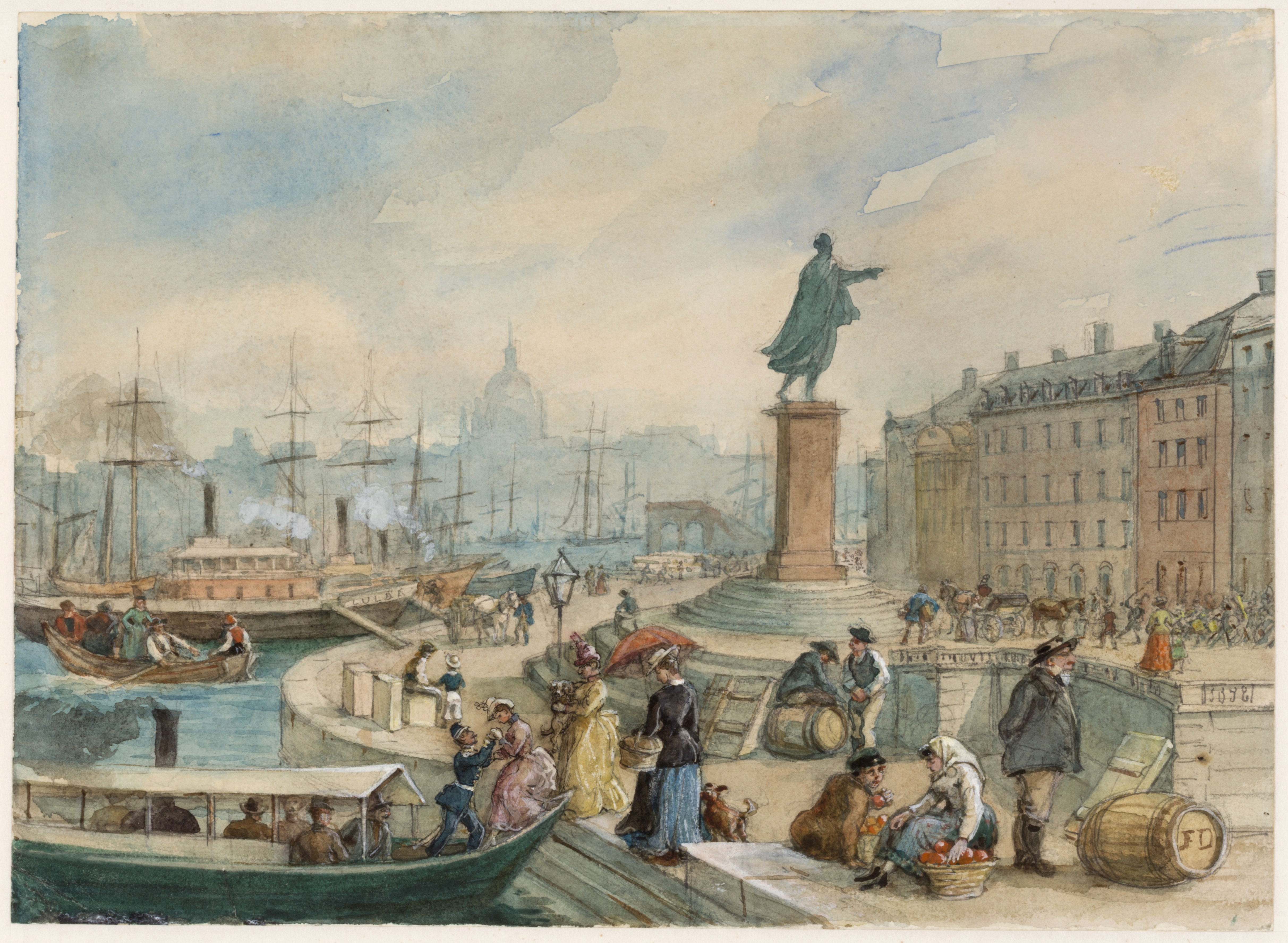
Johan Tobias Sergels staty över Gustav III på Skeppsbron i Stockholm (1860).
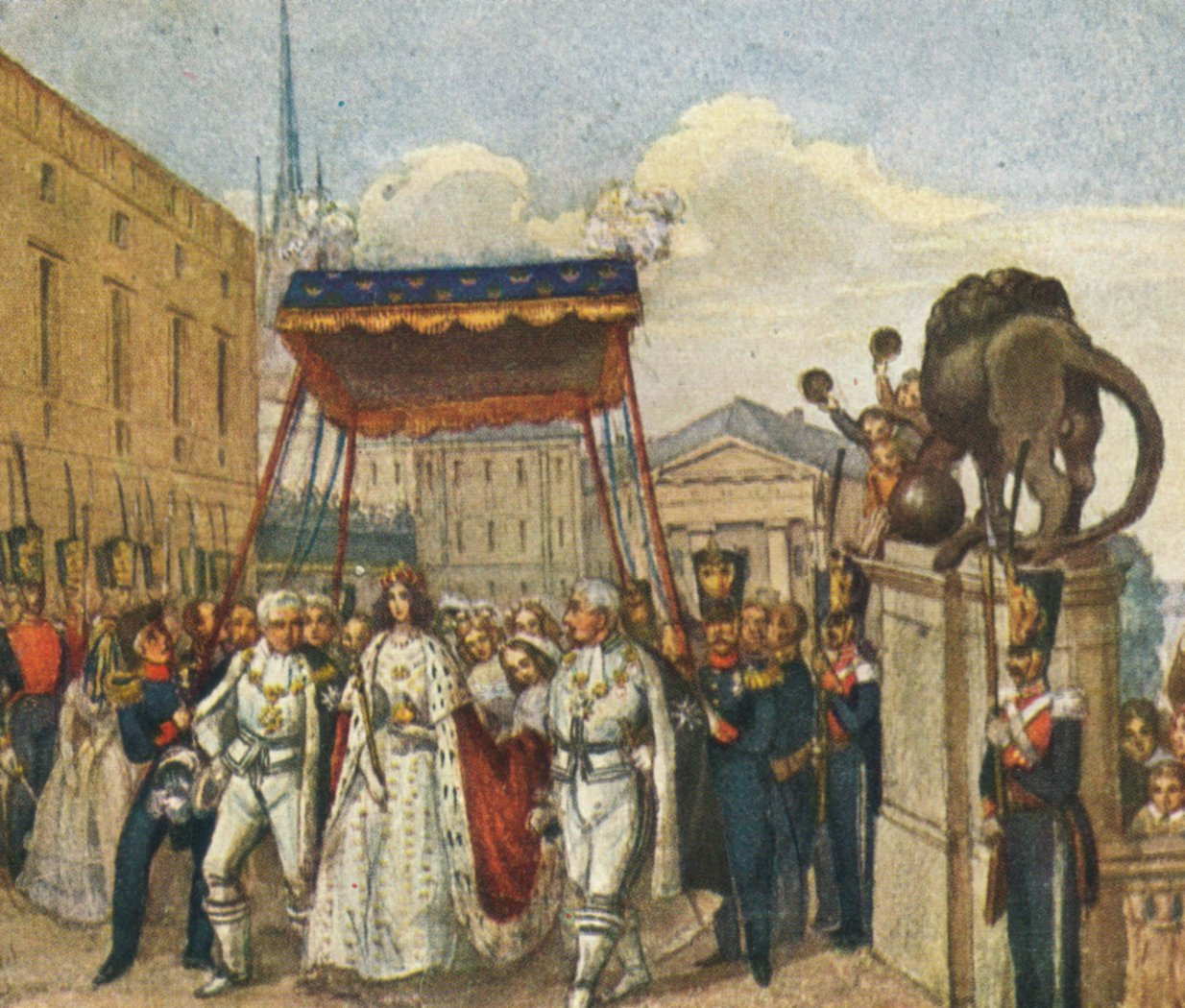
Drottning Josefinas kröning 1844.
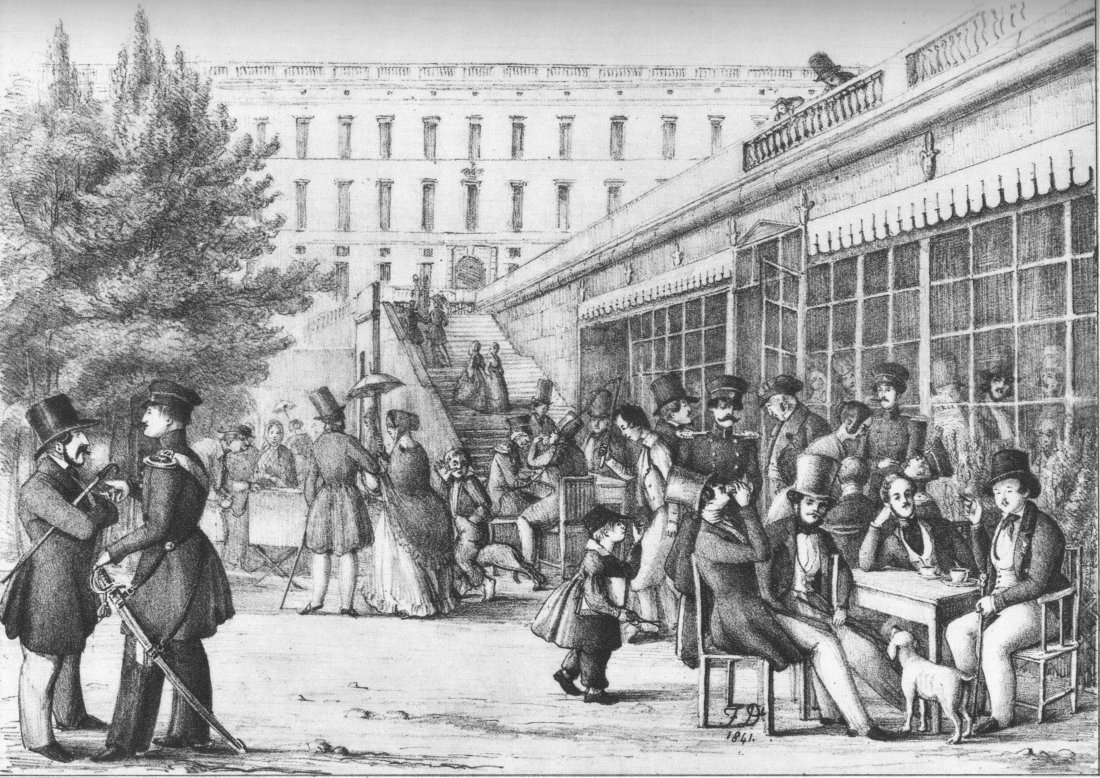
Strömparterren 1841.
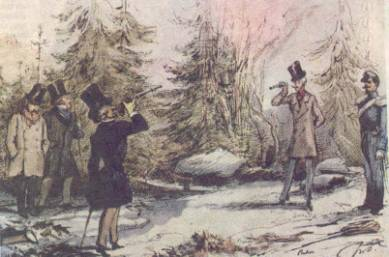
Duellen mellan Mr Baker och Soto Maior 1857.
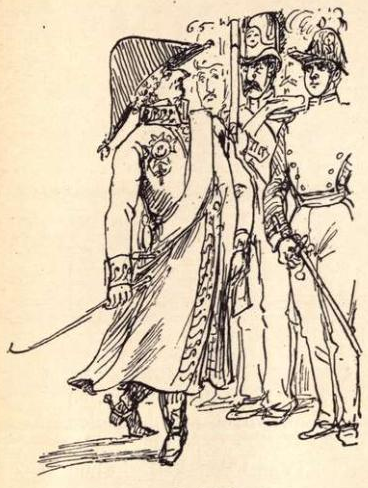
Karl XIV Johan inspekterar sina trupper.
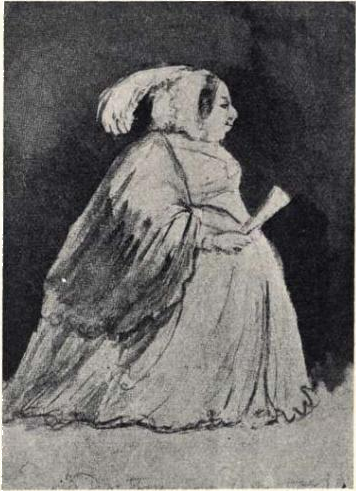
Karikatyr av änkedrottning Desideria.
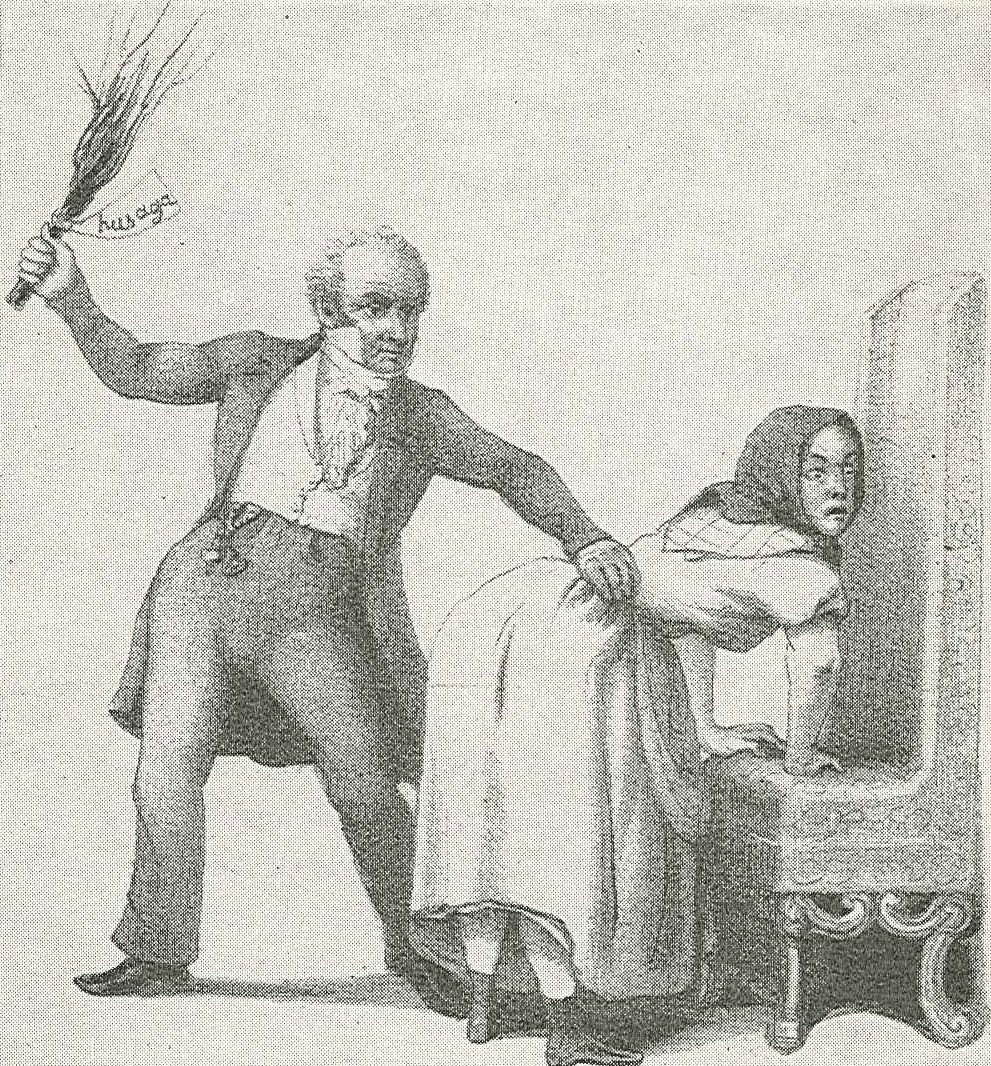
"Husaga".
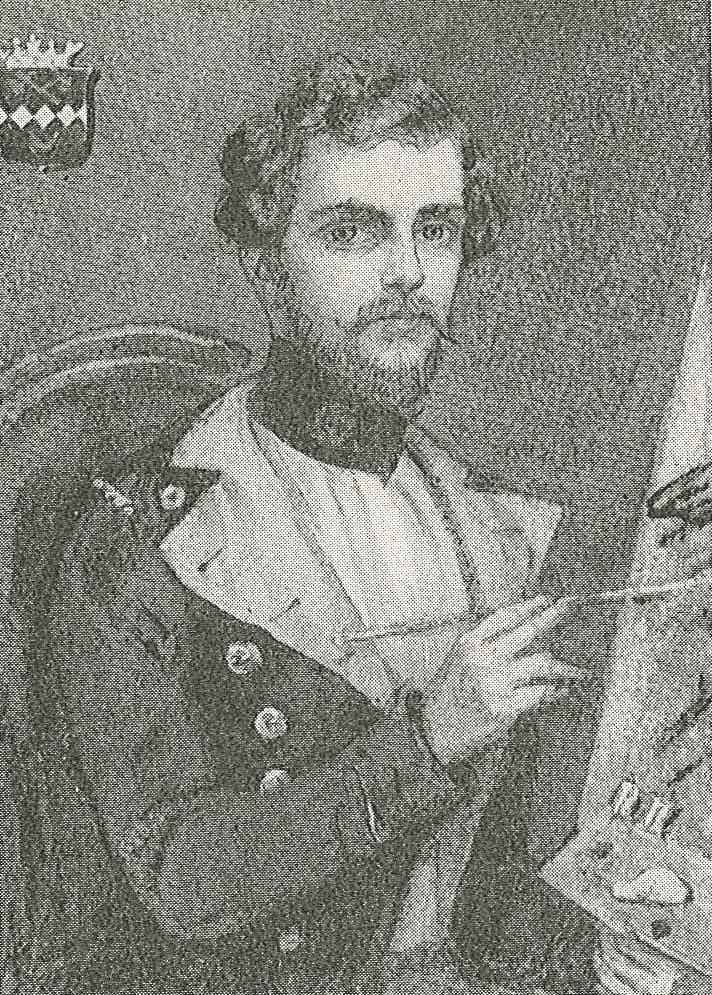
Självporträtt i yngre dagar.
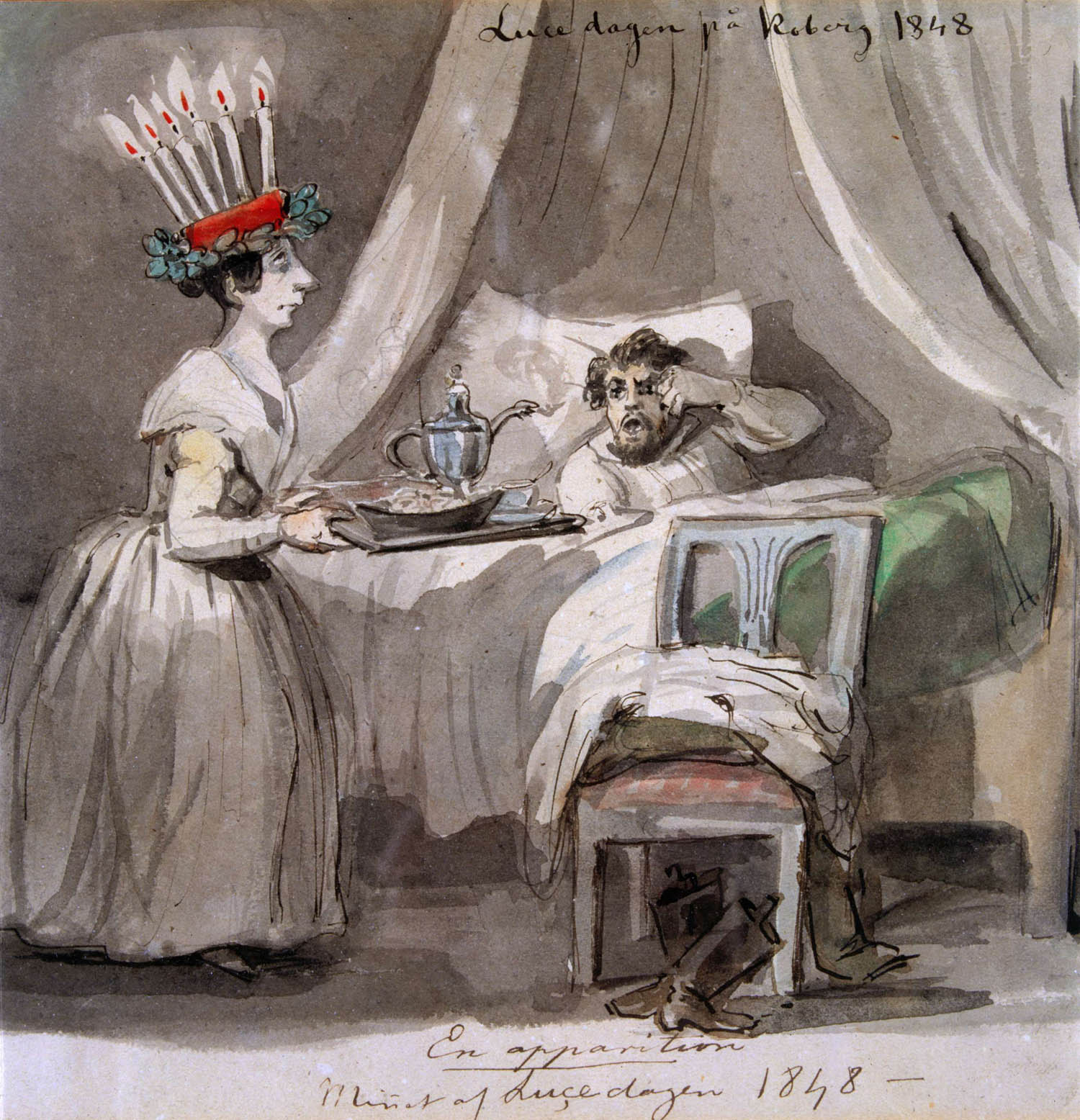
Luciafirande på Koberg i Västergötland 1848. Akvarell
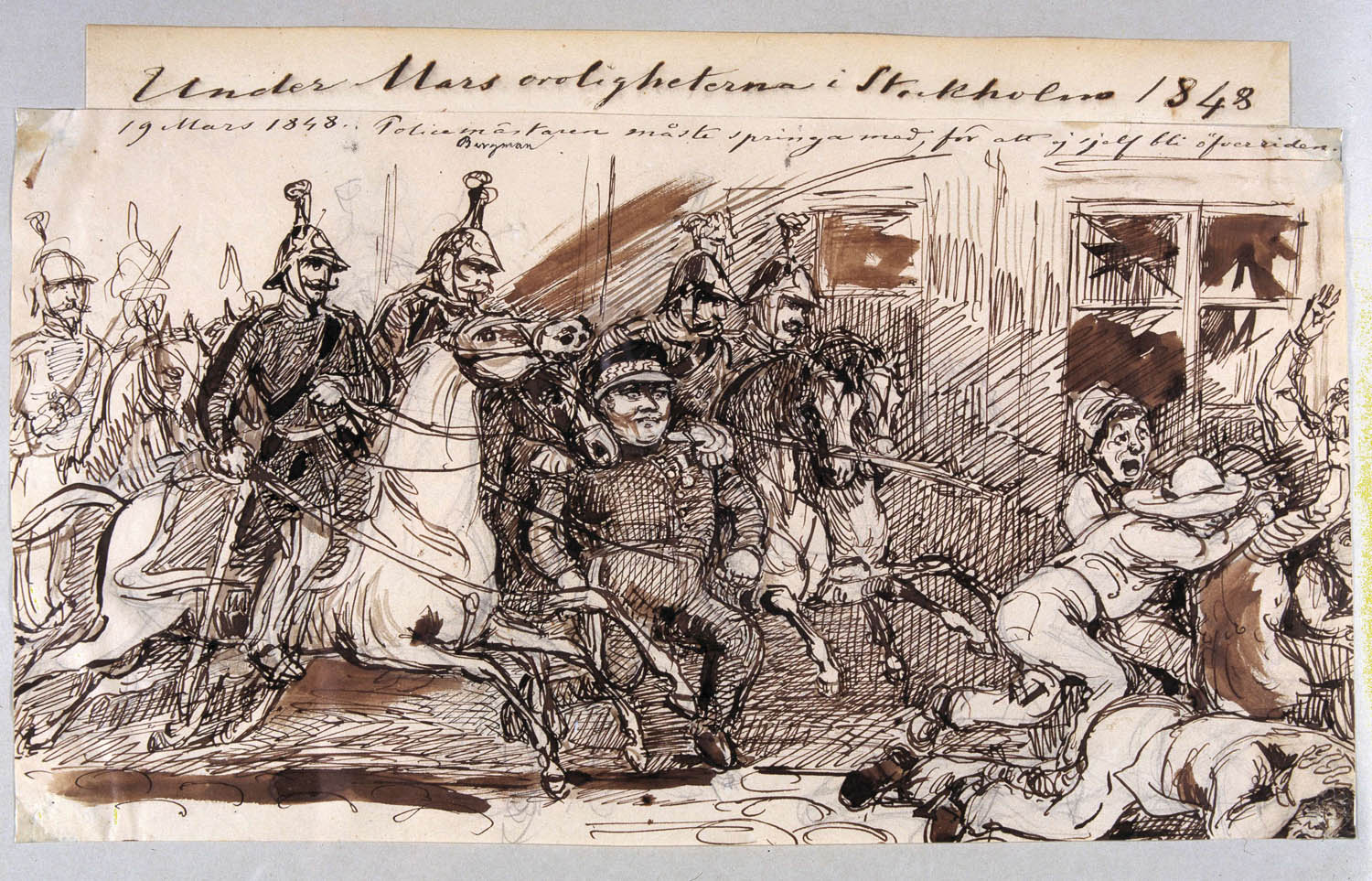
Under Marsoroligheterna i Stockholm 1848.
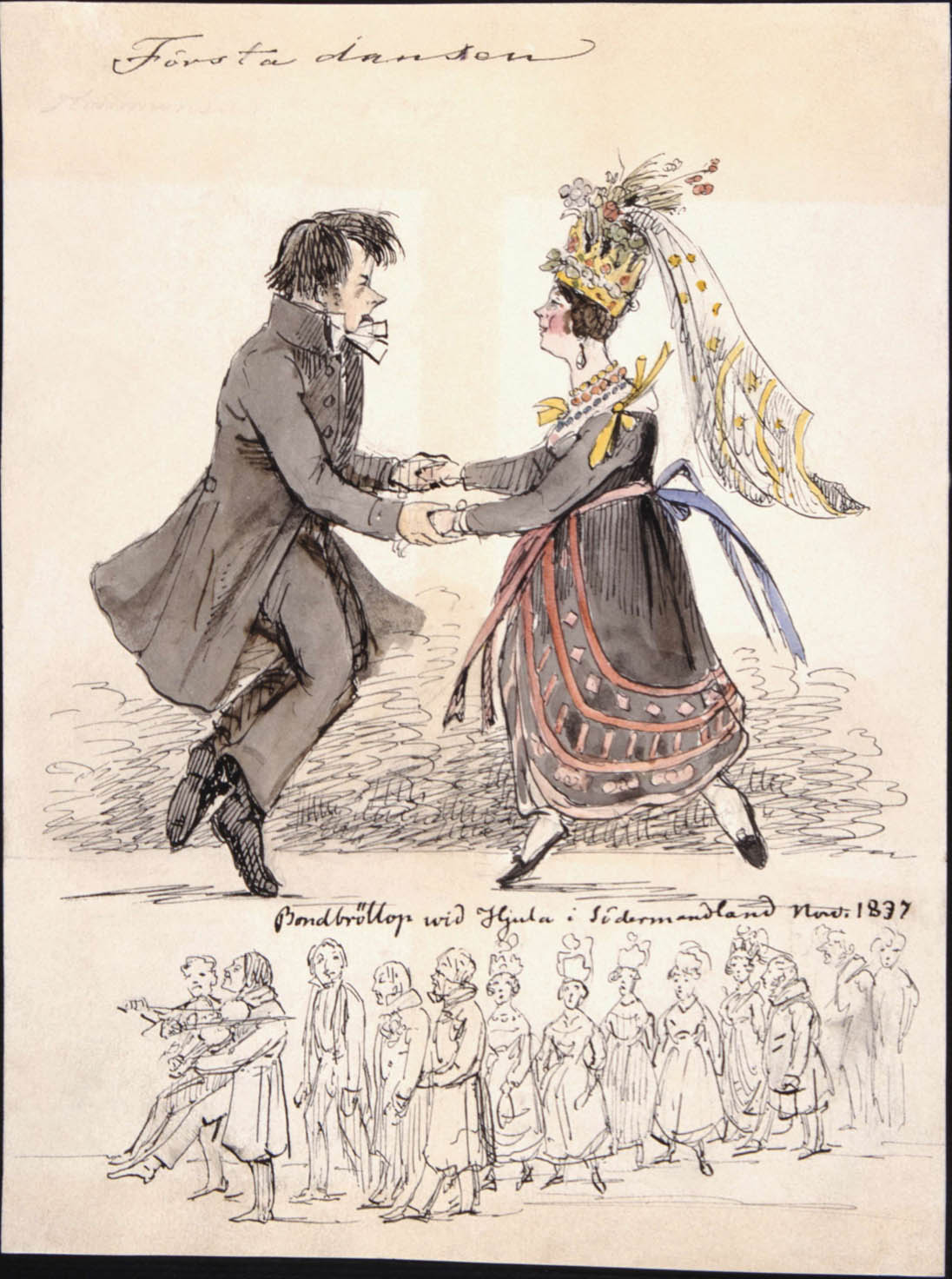
Första dansen. Bondbröllop vid Hjula i Södermanland nov. 1837.
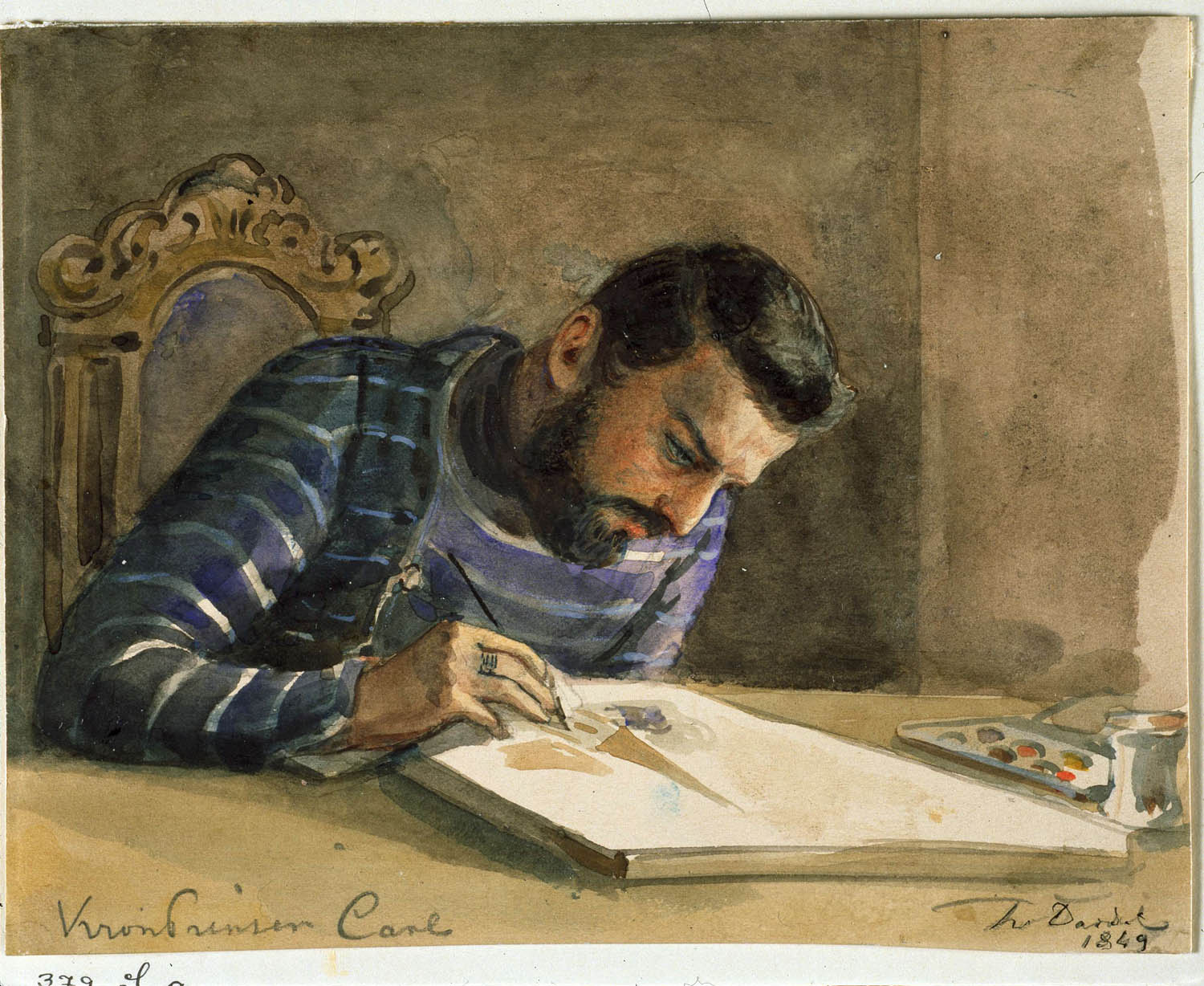
Kronprinsen Carl. Akvarell 1849.
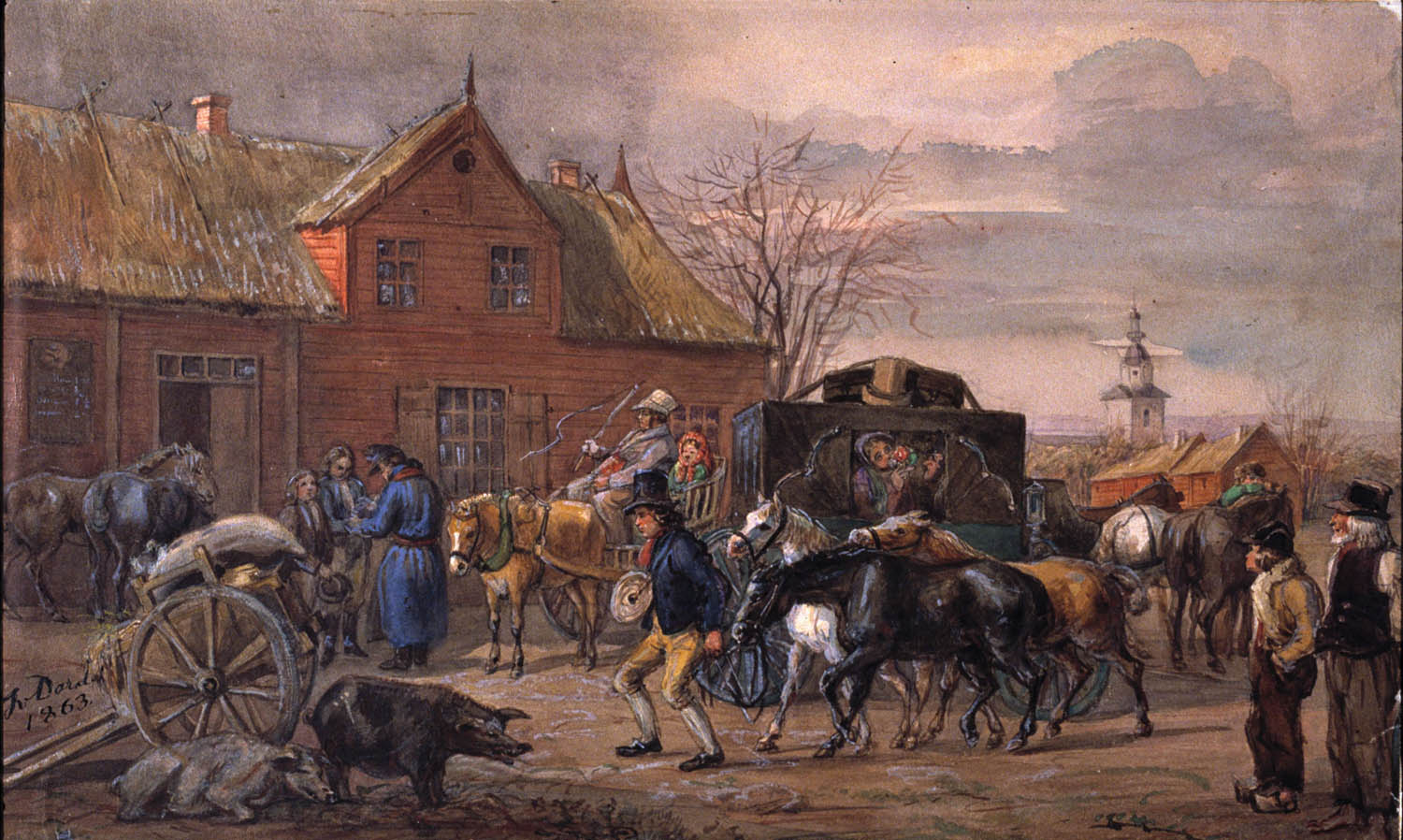
Gästgivaregård i Halland, 1863.
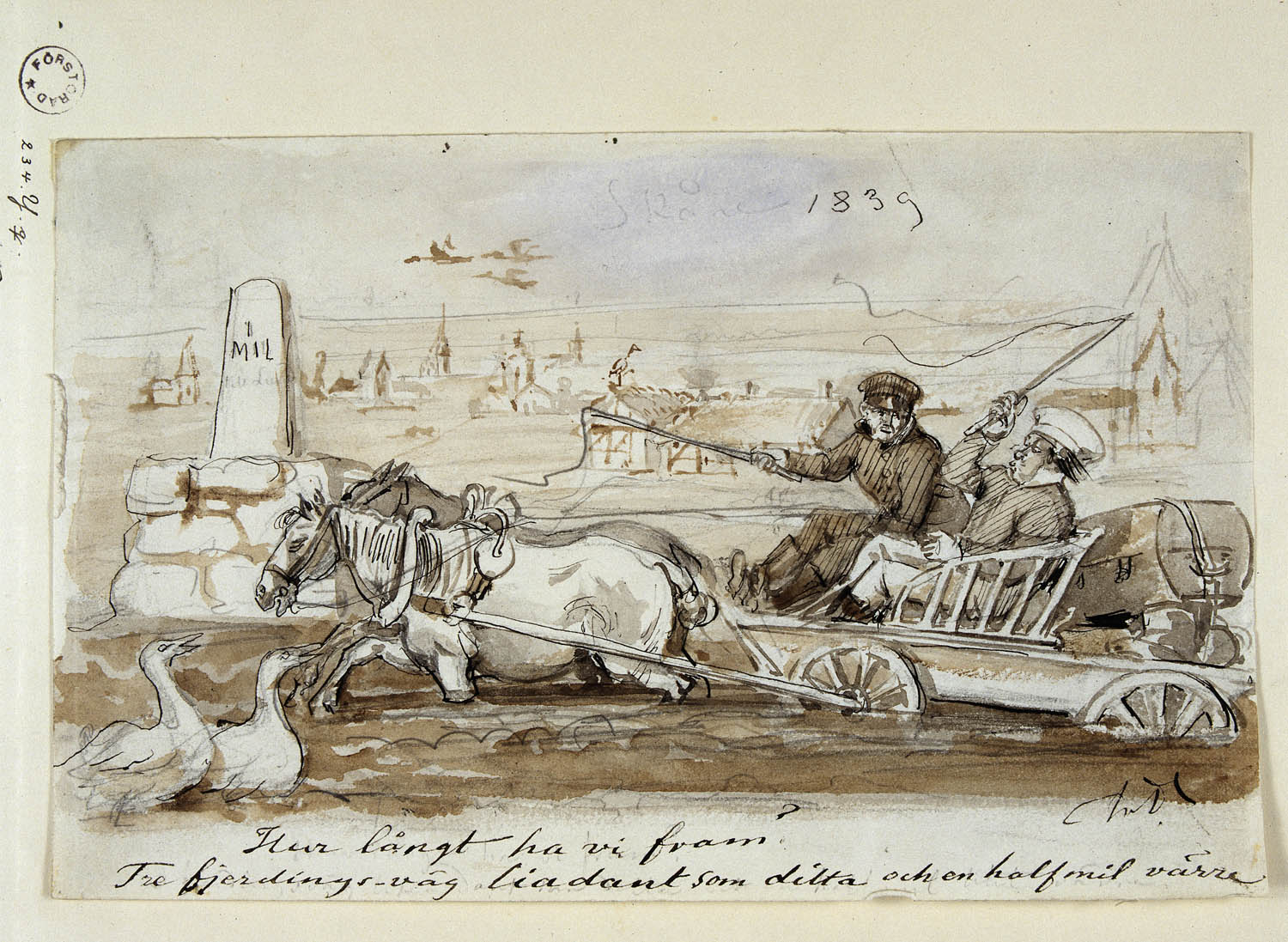
"Hur långt ha vi fram?" 1839.
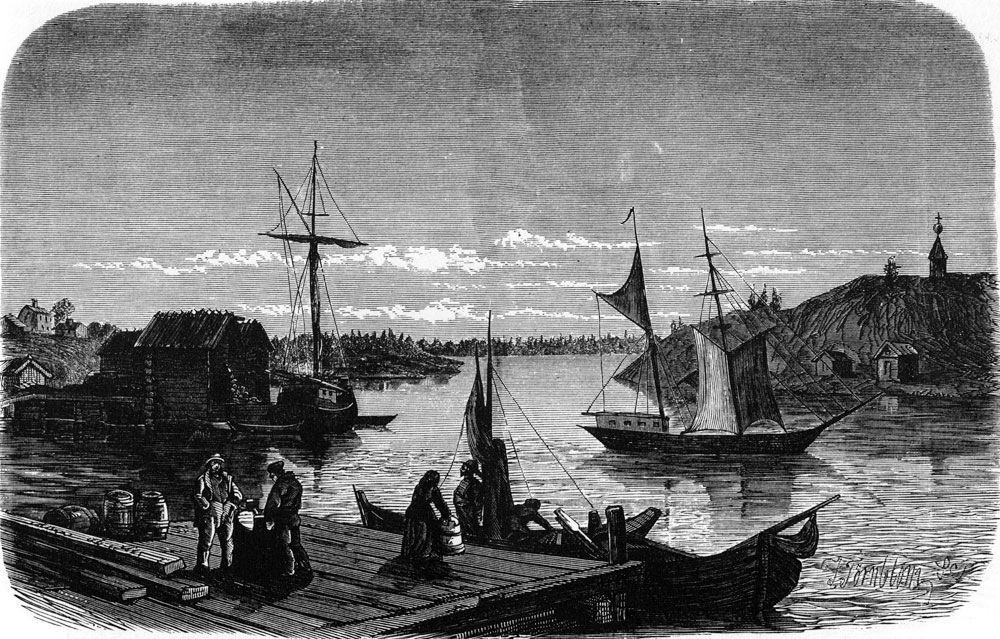
Ratans hamn på 1870-talet. Teckning i Ny Illustrerad Tidning.
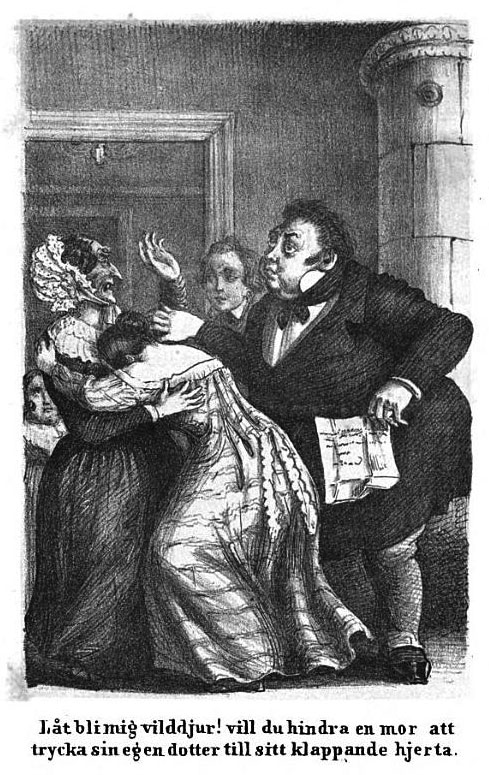
"Låt bli mig vilddjur!" Bokillustration ur Berättelser af Onkel Adam av Carl Anton Wetterbergh 1854.
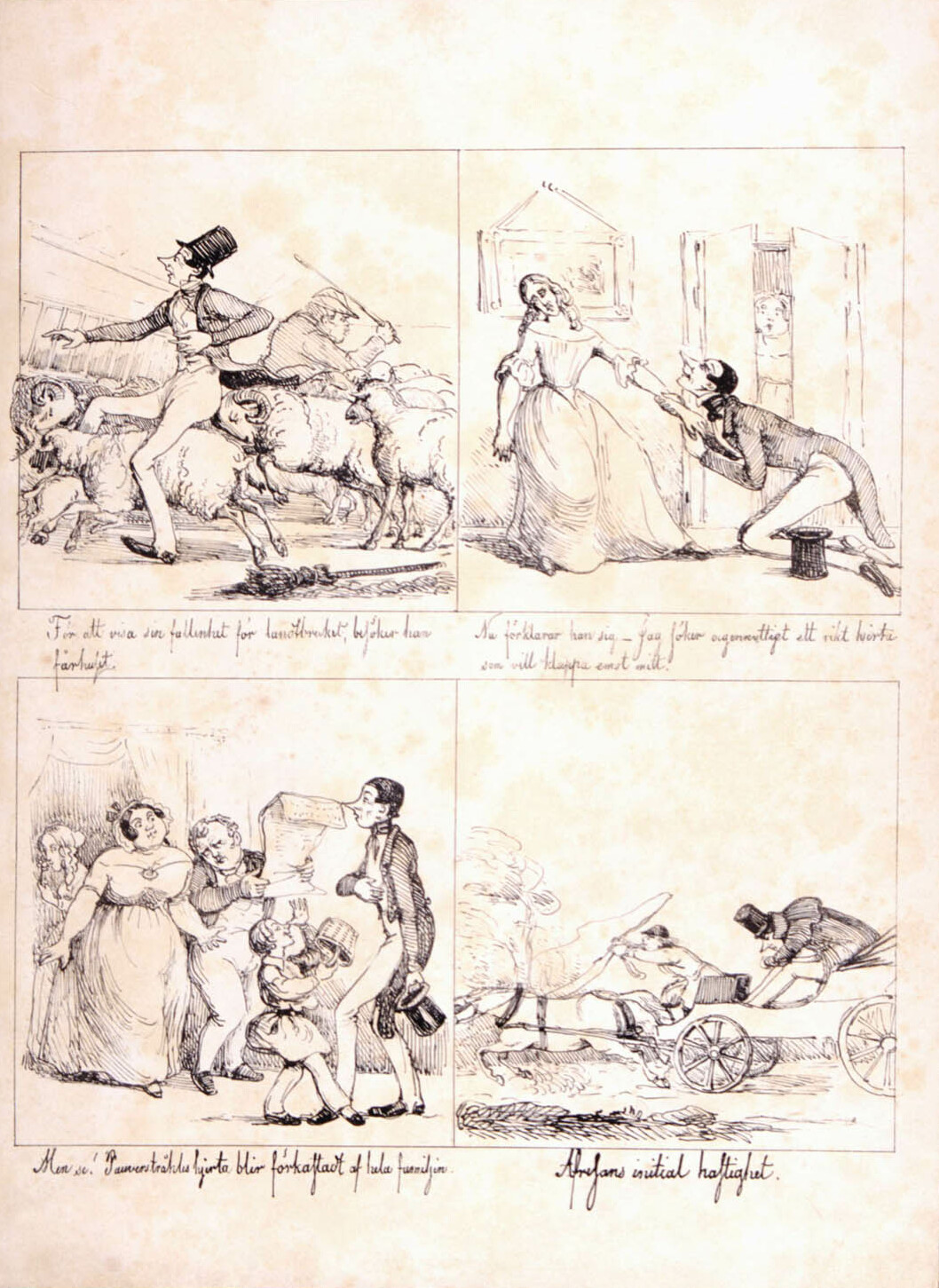
"Ett frieri. Pauverstråhles hjerta blir förkastadt af hela familjen." Exempel på tidiga tecknade serier av von Dardel.
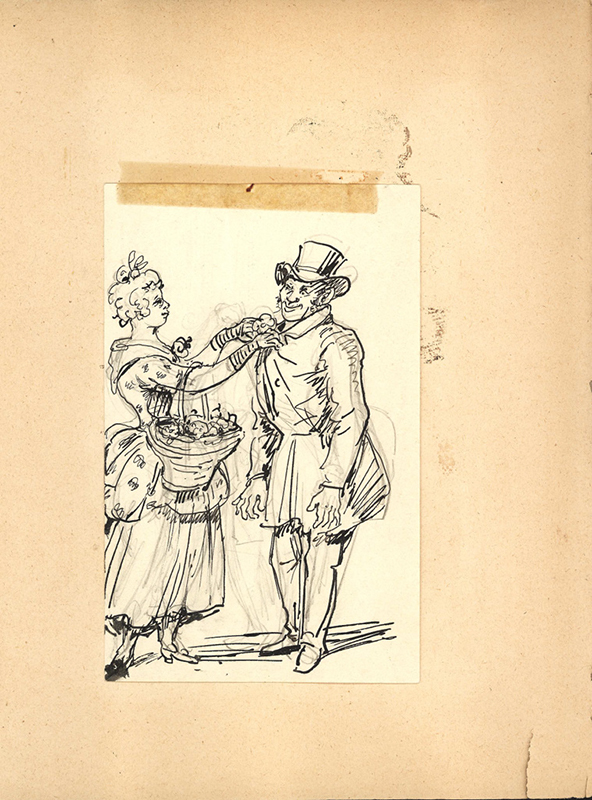
En kvinna fäster en blomma på en herres rockslag.
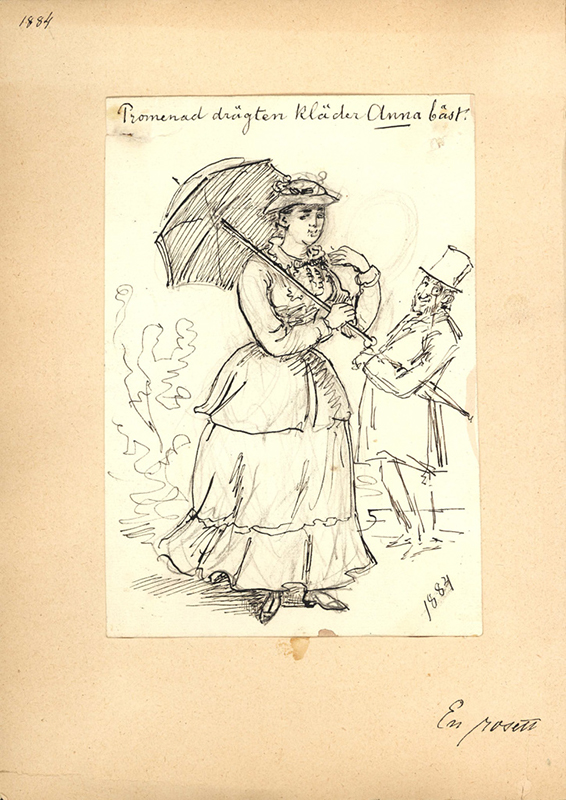
"Promenad drägten kläder Anna bäst".
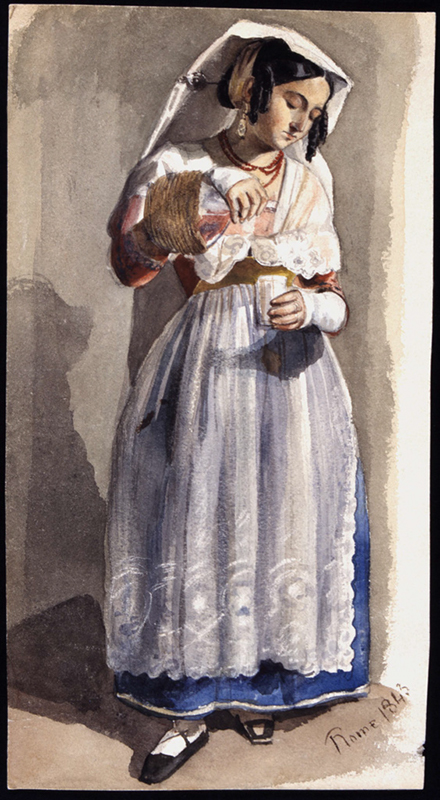
"Rome 1843. Kvinna i folklig dräkt." Akvarell 1843.
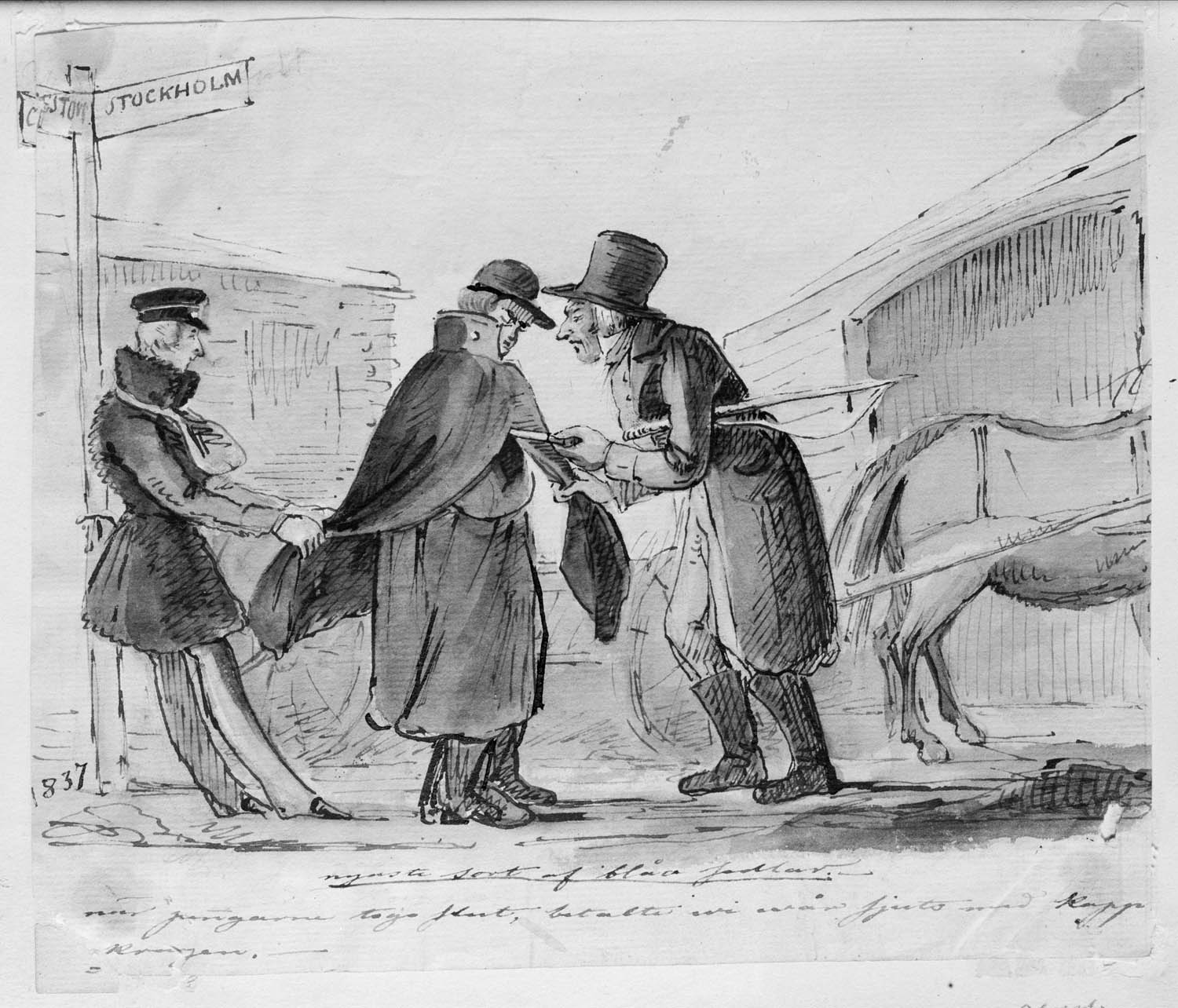
"När pengarna togo slut, betalte vi vår skjuts med kappkragen".
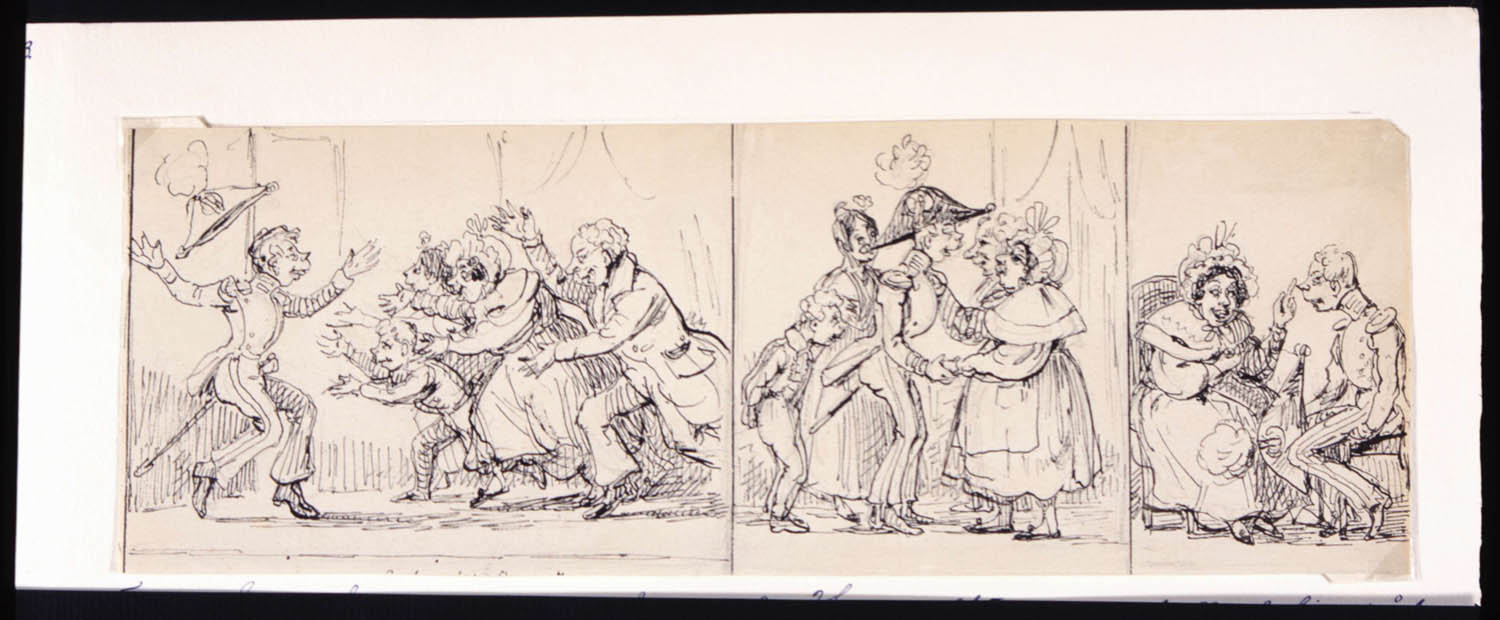
"Unge Sparf kommer hem till familjen, som färdig officer." Tusch 1840.

### Av Dardel illustrerade böcker
- Wallenberg, Jacob (1851). Skrifter. Miniatyrbibliothek av svenska klassiker ; 11-15. Stockholm: Meijer. Libris 1863774
- Wetterbergh, Carl Anton (1854). Berättelser af Onkel Adam. Norrköping. Libris 8464110. https://runeberg.org/oaberat/
- Lenngren, Anna Maria (1955). Dikter. Malmö: Allhem. Libris 389883